# ERS-265

Escudo da rodovia

A RS-265 é uma rodovia brasileira do estado do Rio Grande do Sul.
Ela liga a cidade de Pinheiro Machado a São Lourenço do Sul, a junção da BR-293 e RS-608 para a Lagoa dos Patos. Ela serve as cidades de Pinheiro Machado, Piratini, Canguçu e São Lourenço do Sul, e tem 179,470 km de comprimento.
Pela direção e sentido que ela percorre, é considerada uma rodovia transversal.
Em 9 de abril de 2013 foi aprovado, por unanimidade, pela Assembleia Legislativa do Rio Grande do Sul, projeto de lei que denominou como "Rodovia Geraldo Pegoraro" a ERS-265.